# Danielle Chuchran
Danielle Ryan Chuchran est une actrice américaine née le 9 juin 1993 à Upland, en Californie (États-Unis).

## Biographie
Née en Californie, elle a déménagé en Utah peu de temps après. Elle a commencé sa carrière avec quelques publicités, avant d'avoir son premier rôle à l'âge de sept ans dans Little Secrets. Avec son rôle de Thing One dans The Cat in the hat, elle a consolidé sa position d'enfant-actrice et a fait plusieurs films et séries par la suite. Depuis Minor Details elle travaille fréquemment avec John Lyde et Mainstay Productions et est apparue dans la plupart de leurs projets. Danielle est assez sportive. C'est une cavalière accomplie, et en plus de plusieurs autres passe-temps, elle aime faire du tir avec armes à feu et du tir à l'arc.

## Filmographie
- 2001 : Mort préméditée (Shot in the Heart) (TV)
- 2001 : La Gardienne des secrets (Little Secrets) : Lea
- 2002 : Handcart
- 2002 : Washington Police (The District) (série télévisée) : Sheridan Haskell
- 2003 : Le Chat chapeauté (The Cat in the Hat) : Thing One
- 2004 : Girlfriends (série télévisée) : Lily
- 2004 : Preuve à l'appui (Crossing Jordan) (série télévisée) : Amanda
- 2005 : La Petite Maison dans la prairie (Little House on the Prairie) (TV) : Mary Ingalls
- 2005 : FBI : Portés disparus (Without a Trace) (série télévisée) : Melissa
- 2006 : The Wild Stallion : C.j
- 2006 : Amour, Gloire et Beauté (The Bold and the Beautiful) (feuilleton TV) : Young Stephanie
- 2007 : Un monde à part (Saving Sarah Cain) (TV) : Anna Mae Cottrell
- 2009 : Minor details : Claire
- 2010 : You're so Cupid : Emma Valentine
- 2011 : Un souhait pour Noël (A Christmas Wish) (TV) : Jeanie Bullington
- 2011 : Au cœur de l'amour (Scents and Sensibility) (TV) : Margarett Dashwood
- 2011 : Snow Beast : Emmy Harwood
- 2012 : Abide with me (court-métrage) : Lucy
- 2012 : Osombie : Tomboy
- 2012 : 12 Dogs Of Christmas 2 : Emma O'Connor
- 2013 : World of Saga : Les Seigneurs de l'Ombre (de) : Nemyt
- 2013 : Storm Rider : Dani Fielding
- 2014 : À l'épreuve du lycée (Nowhere Safe) (TV) : Ashley Evans
- 2015 : Trouver l'Amour à Charm (Love finds you in Charm) (TV) : Emma Miller
- 2015 : Riot : Alena
- 2016 : Harcelée par ma mère (TV) : Lucy/Gina
- 2017 : Fugue sentimentale (TV) : Ann Stanway
- 2018-présent : Esprits Criminels (série télévisée) : Portia Richards
- 2019 : Un Automne à Mountain View (Finding Love in Mountain View -TV) : Margaret Garvey

## Autres médias
Danielle a aussi participé au court métrage Hunger Games : The Second Quarter Quell dans lequel elle joue le rôle d'une tribu du District Un.

## Distinctions
- Nomination au Young Artist Award de la meilleure jeune invitée en 2005 pour Preuve à l'appui.
- Young Artist Award du meilleur premier rôle féminin dans un téléfilm, mini-série ou spécial en 2008 pour Saving Sarah Cain.